# Елизаветинка (Курганская область)
Елизаветинка — деревня в Юргамышском районе Курганской области. Входит в состав Кипельского сельсовета.

## История
До 1917 года в составе Кипельской волости Челябинского уезда Оренбургской губернии. По данным на 1926 год состояла из 75 хозяйств. В административном отношении входила в состав Кипельского сельсовета Юргамышского района Курганского округа Уральской области.

## Население
| 1989 | 2002 | 2010 |
| ---- | ---- | ---- |
| 15   | ↘6   | ↗23  |

По данным переписи 1926 года в деревне проживало 355 человек (156 мужчин и 199 женщин), в том числе: русские составляли 100 % населения.